# Molophilus (Molophilus) brevinervis
Molophilus (Molophilus) brevinervis is een tweevleugelige uit de familie steltmuggen (Limoniidae). De soort komt voor in het Australaziatisch gebied.